# Stagione 1972-1973 di snooker
La stagione 1972-1973 di snooker è la 5ª edizione di una stagione di snooker. Ha preso il via nel luglio 1972 ed è terminata il 28 aprile 1973, dopo sette tornei professionistici non validi per la classifica mondiale (due in meno della stagione precedente).

## Calendario

### Main Tour
| N° | Date di gioco                           | Torneo                               | N° edizione | Città               | Impianto                     | Vincitore      | Finalista      | Risultato   | Note  |
| -- | --------------------------------------- | ------------------------------------ | ----------- | ------------------- | ---------------------------- | -------------- | -------------- | ----------- | ----- |
| 1  | luglio 1972                             | Park Drive 2000                      | 4ª          | Molteplici          | Molteplici                   | John Spencer   | Alex Higgins   | 5–3         | [ 2 ] |
| 2  | 8 settembre 1972                        | Stratford Professional               | 3ª          | Stratford-upon-Avon | Wootton Wawen Social Club    | Alex Higgins   | John Spencer   | 6–3         |       |
| 3  | dal 19 settembre al 23 novembre 1972    | Australian Professional Championship | 11ª         | Sydney              | Molteplici                   | Eddie Charlton | Gary Owen      | 19–10       | [ 3 ] |
| 4  | dal 29 dicembre 1972 al 1º gennaio 1973 | Pot-Black                            | 5ª          | Birmingham          | BBC Studios                  | Eddie Charlton | Rex Williams   | 1–0 (93-33) | [ 4 ] |
| 5  | gennaio 1973                            | Men Of The Midlands                  | 2ª          | Molteplici          | Molteplici                   | Alex Higgins   | Ray Reardon    | 5–3         | [ 5 ] |
| 6  | gennaio 1973                            | Park Drive 1000                      | 1ª          | Leeds               | Belle Isle Working Mens Club | John Spencer   | Jackie Rea     | 3–2         | [ 6 ] |
| 7  | dal 16 al 28 aprile 1973                | Campionato mondiale                  | 42ª         | Manchester          | City Exhibition Hall         | Ray Reardon    | Eddie Charlton | 38–22       | [ 7 ] |